# Creu de la Torre de Sant Sebastià
La Creu de la Torre de Sant Sebastià, o Creu de Can Figueres, és una creu de pedró de Taradell (Osona) inclosa a l'Inventari del Patrimoni Arquitectònic de Catalunya.

## Descripció
Creu situada al jardí de la torre de Sant Sebastià. Es troba dins un clos tancat amb pedres arran de terra. Està formada per un pilar de pedra arenisca fet de dos blocs, estret a la part baixa i amb una mena de capitell amb motllures a la part superior i cobert per una llosa, al damunt hi ha una creu de ferro de 45 centímetres, amb els extrems dels braços acabats en punxa.
Una de les cares s'hi endevina una inscripció que actualment és il·legible donat el deteriorament de la pedra, però que ens dona l'any 1897 i el nom dels que la van pagar -Joan Busqué i Carme Carbó- amos de la masia propera.
A la cara sud hi figura la inscripció LAUS DEO 1897 i a la cara nord “Erigit per D. Joan Busqué i s'esposa Dª C. Carbó” amos en aquells anys de la masia propera, i a la que pertany actualment aquest monument.
Degut a la seva total degradació, el 2017 va ser reconstruïda amb pedra vinaixa i ornada amb un parterre, pels seus actuals propietaris Bernat Serdà i Isabel Gil, tot respectant íntegrament les dimensions, mides i la creu original. També se’n van editar uns “Goigs” amb lletra de Mn. Joan Vilacís i música de Pere Serra.

## Història
Creu situada dins el jardí la torres de Sant Sebastià documentada des del S.XIX.
No tenim cap mena de informació que ens permeti acreditar si es tracta d'una creu que fos fita del terme municipal o bé si prové d'un altre indret i s'ha traslladat aquí.
Durant molt de temps s'efectuà la benedicció del terme des d'aquesta creu o padró de can Figueras. Com a font documental vegeu l'article d'Antoni Pladevall publicat a "Taradell" a l'exemplar de maig de 1981".